# 港口聖母教堂

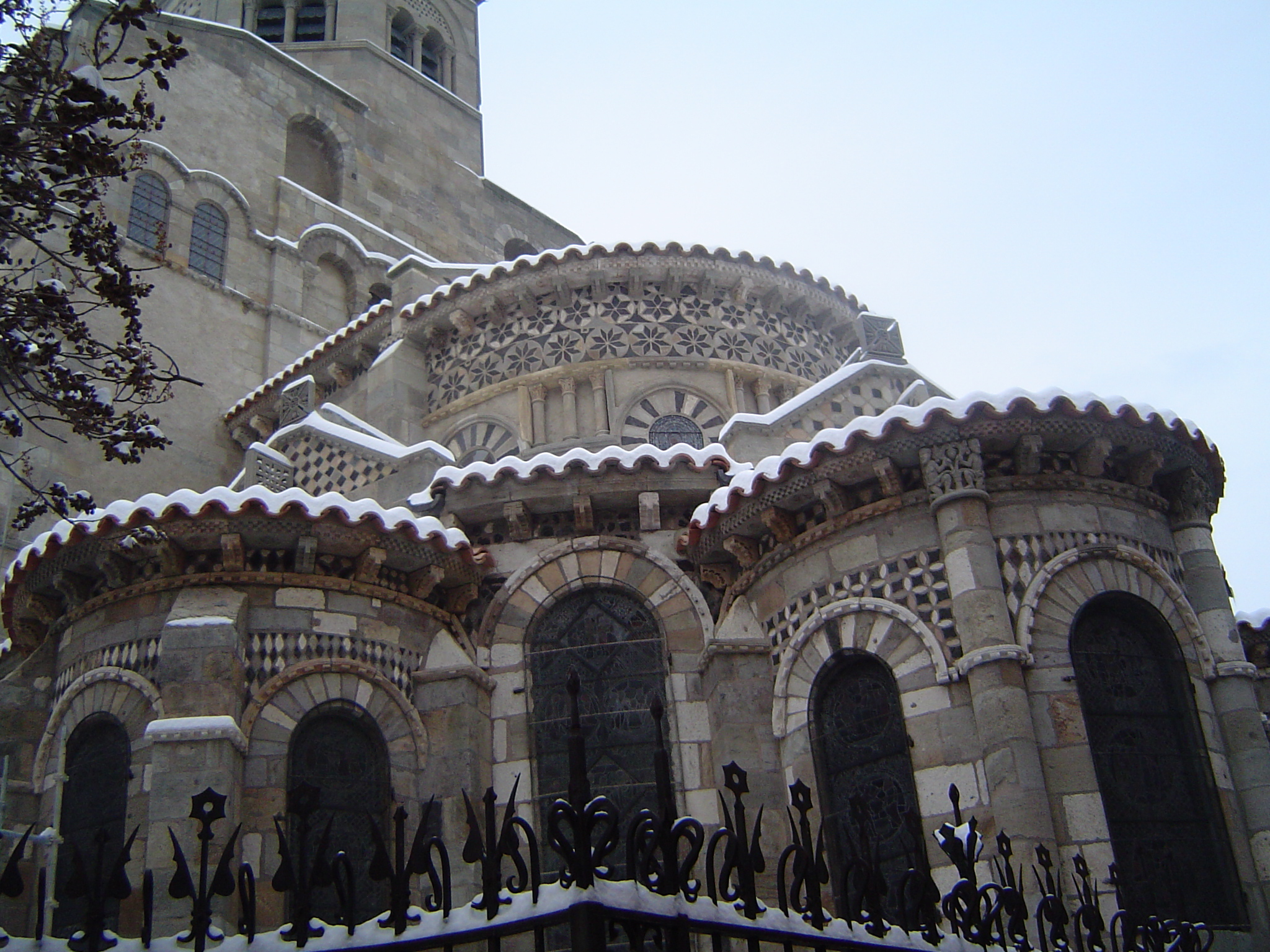
港口聖母教堂

港口聖母教堂（法語：Basilica of Notre-Dame du Port) 是位於法國城市克萊蒙費朗的一座教堂，鄰近克萊蒙費朗主教座堂。教堂始建於6世紀時期，是一座十分優美的羅馬式建築。

## 外部連結
- Photos of the church （页面存档备份，存于）
- Photos of the church （页面存档备份，存于）
- 3D anaglyptic stereophotography of the Rotbertus Capitals in the Basilique Notre-Dame du Port （页面存档备份，存于）

45°46′50.5″N 3°5′22″E / 45.780694°N 3.08944°E